# تینا رومرو
تینا رومرو (اسپانیایی: Tina Romero‎؛ زادهٔ ۱۴ اوت ۱۹۴۹) بازیگر اهل مکزیک است.
از فیلم‌ها یا سریال‌هایی که در آن نقش داشته می‌توان به خدمتکاری در منهتن، گمشده و آلوکاردا، دختر تاریکی اشاره کرد.